# Dedumose II
Dedumose II (fl. XVII secolo a.C.) è stato un faraone della XVI dinastia egizia.

## Biografia
Dedumose II è un faraone scarsamente attestato. Su una stele d'incoronazione trovata a Gebelein ed oggi al Museo di antichità egiziane del Cairo (CG 20533), Djedneferra afferma di essere nato da re. Un'altra stele, trovata ad Edfu ed appartenente ad un principe di nome Harsekher, il faraone è citato come parente di questi.
Al pari del faraone Dedumose I, col quale condivideva il nomen, Dedumose II è stato più volte accostato in passato al Tutimaios manetoniano, il sovrano durante il regno del quale sarebbe avvenuta l'invasione dell'Egitto da parte degli Hyksos. Al giorno d'oggi tale associazione è considerata insostenibile ed infondata.

## Titolatura
| G5 |

| G5 |

|       |
| \| \| |
|       |
|       |

|  |

|       |
| \| \| |
|       |
|       |

|  |

| G16 |

| G16 |

|  |

| G8 |

| G8 |

|  |

| M23 · X1 | L2 · X1 |

| M23 · X1 | L2 · X1 |

| N5 | R11 | nfr |

| N5 | R11 | nfr |

| N5 | R11 | nfr |

| N5 | R11 | nfr |

| N5 | R11 | nfr |

| N5 | R11 | nfr |

| N5 | R11 | nfr |

| N5 | R11 | nfr |

| G39 | N5 |

| G39 | N5 |

| D37 · D37 | ms | s | w |

| D37 · D37 | ms | s | w |

| D37 · D37 | ms | s | w |

| D37 · D37 | ms | s | w |

| D37 · D37 | ms | s | w |

| D37 · D37 | ms | s | w |

| D37 · D37 | ms | s | w |

| D37 · D37 | ms | s | w |